# Bruno Rigacci
Bruno Rigacci, italijanski skladatelj in dirigent, * 6. marec 1921, Firence, Kraljevina Italija, † 13. januar 2019, Firence.
Njegovo najbolj znano delo je opera Profesor King.